# 봉화소방서
봉화소방서는 경상북도 봉화군을 관할하는 경상북도 소방본부 소속 소방서이다.

## 연혁
- 2022년 11월 21일 봉화소방서 개서.